# Zaverco
Zaverco (in sloveno Zavrhek, in tedesco Sawerhegg) è un paese della Slovenia, frazione del comune di Divàccia.
La località si trova a 404.7 metri s.l.m., a 6.8 kilometri a sudest del capoluogo comunale ed a 15.1 kilometri dal confine italiano; ad est dell'insediamento si trova l'agglomerato di Loka.
Durante il dominio asburgico fu frazione del comune di Scoffe.

Tra le due guerre mondiali per un periodo fu frazione comune di Nacla San Maurizio nella Provincia di Trieste per passare in seguito al comune di Divàccia-San Canziano.

## Alture principali
Grič, 610 m, Ajdovški gradec, 576 m, Hrbje, 489 m, Zavrhvski hrib, 425 m.

## Corsi d'acqua
Torrente Sussiza (Sušica)